# Malijska nogometna reprezentacija
Malijska nogometna reprezentacija je nacionalni nogometni sastav Malija pod vodstvom Malijske nogometne federacije (fra. Fédération Malienne de Football). Reprezentacija nosi nadimak Orlovi (fra. Les Aigles) te se do sada nije uspjela kvalificirati na Svjetsko nogometno prvenstvo.
Mali je ponopravni član FIFA i CAF – međunarodnih i kontinantalnih nogometnih saveza te nosi Fifin kod - MLI. Također, Mali je i član zapadnoafričkog nogometnog saveza WAFU. Službeni domaći stadion reprezentacije je Stade 26 mars.

## Povijest
Mali je nakon francuske kolonijalne vlasti postao neovisan 1960. a prvu utakmicu je odigrao 13. travnja 1960. protiv Srednjoafričke Republike. Malijski nogometni savez (a time i reprezentacija) je službeno priznat 1963. a kasnije su uslijedili nastupi u kvalifikacijama za Engleskoj.
Reprezentacija je 1. svibnja 1975. ostvarila svoju najveću reprezentativnu pobjedu od 6:0 protiv Mauritanije.
Mali je prvi puta na kontinentalnom Afričkom Kupu nacija nastupio 1972. Na tom turniru Mali je osvojio najveći uspjeh na tom natjecanju – drugo mjesto. Nakon toga veći rezultati reprezentacije su ostvareni 1994., 2002. i 2004. kada su osvojena četvrta mjesta. Tijekom Afričkog Kupa nacija iz 2010., malijska reprezentacija je gubila od Angole s 0:4, ali je uspjela izjednačiti na 4:4. To se smatra jednim od najboljih comebackova u posljednje vrijeme.
Na posljednja dva kontinentalna turnira iz 2012. i 2013., Orlovi su osvojili po dvije bronce, pobijedivši u oba susreta Ganu.
Mali je tek od 2000. počeo nastupati u afričkom kvalifikacijskom ciklusu za Svjetsko nogometno prvenstvo ali se do sada nije uspio plasirati u samu završnicu. Najveću priliku reprezentacija je imala 2005. ali je u utakmici protiv Toga igranoj u Bamaku, primljen gol u posljednjoj minuti te je Mali izgubio s 2:1.
Od značajnijih rezultata reprezentacije, tu su tri osvojena Amilcar Cabral kupa (1989., 1997. i 2007.).

## Širi popis reprezentativaca
| #         | Pozicija          | Ime                      | Datum rođenja       | Klub           |
| --------- | ----------------- | ------------------------ | ------------------- | -------------- |
| 16        | vratar            | Soumbeïla Diakité        | 25. kolovoza 1984.  | Stade Malien   |
|           | vratar            | Mamadou Samassa          | 16. veljače 1990.   | Guingamp       |
| 1         | vratar            | Germain Berthé           | 24. listopada 1993. | Onze Créateurs |
| 3         | branič            | Adama Tamboura           | 18. svibnja 1985.   | Randers        |
|           | branič            | Adama Coulibaly          | 10. rujna 1980.     | Auxerre        |
| 2         | branič            | Fousseni Diawara         | 28. kolovoza 1980.  | Tours          |
|           | branič            | Drissa Diakité           | 18. veljače 1985.   | Bastia         |
| 23        | branič            | Ousmane Coulibaly        | 9. srpnja 1989.     | USM Alger      |
| 5         | branič            | Souleymane Diamoutene    | 13. siječnja 1983.  | Pescara        |
| 13        | branič            | Bakary Soumare           | 9. studenog 1985.   | Boulogne       |
| 4         | vezni             | Samba Sow                | 29. travnja 1989.   | Lens           |
| 6         | vezni             | Mahamadou Diarra         | 18. svibnja 1981.   | AS Monaco      |
| 12        | vezni             | Seydou Keita             | 16. siječnja 1980.  | FC Barcelona   |
| 14        | vezni             | Abdou Traoré             | 17. siječnja 1988.  | Nice           |
| 15        | vezni             | Bakare Traoré            | 6. ožujka 1985.     | Nancy          |
| 17        | vezni             | Mahamane El Hadji Traoré | 31. kolovoza 1988.  | Metz           |
| 18        | vezni             | Mohamed Sissoko          | 22. siječnja 1985.  | Juventus       |
| 20        | vezni             | Lassana Fané             | 1. siječnja 1985.   | Al-Merreikh    |
|           | vezni             | Sidi Keita               | 20. ožujka 1985.    | Lens           |
|           | vezni             | Sigamary Diarra          | 10. siječnja 1984.  | Lorient        |
|           | vezni             | Bassirou Dembélé         | 28. siječnja 1990.  | Slavia Prag    |
| 7         | napadač           | Tenema N'Diaye           | 13. veljače 1981.   | Metz           |
| 8         | napadač           | Mamadou Diallo           | 17. travnja 1982.   | Le Havre       |
| 9         | napadač           | Mamadou Bagayoko         | 21. svibnja 1979.   | Nice           |
| 10        | napadač           | Modibo Maiga             | 3. rujna 1986.      | Sochaux        |
| 21        | napadač           | Mustapha Yatabaré        | 26. siječnja 1986.  | Boulogne       |
|           | napadač           | Garra Dembele            | 21. veljače 1986.   | Levski Sofija  |
| Izbornik: | Henryk Kasperczak |                          |                     |                |

## Vanjske poveznice
- Mali Football.com
- Informacije o Maliju na FIFA.com  Arhivirana inačica izvorne stranice od 6. svibnja 2015. (Wayback Machine)